# Peine
Peine, város Németországban, Alsó-Szászországban, az azonos nevű kerületben, mintegy 50 000 lakossal.

## Fekvése
Hannovertől 40 km-rel keletre, Braunschweigtől 25 km-re nyugatra fekvő település. A közelben fekvő más nagyobb városok még: Hildesheim, Salzgitter, Gifhorn, Wolfsburg és Celle.

## Története

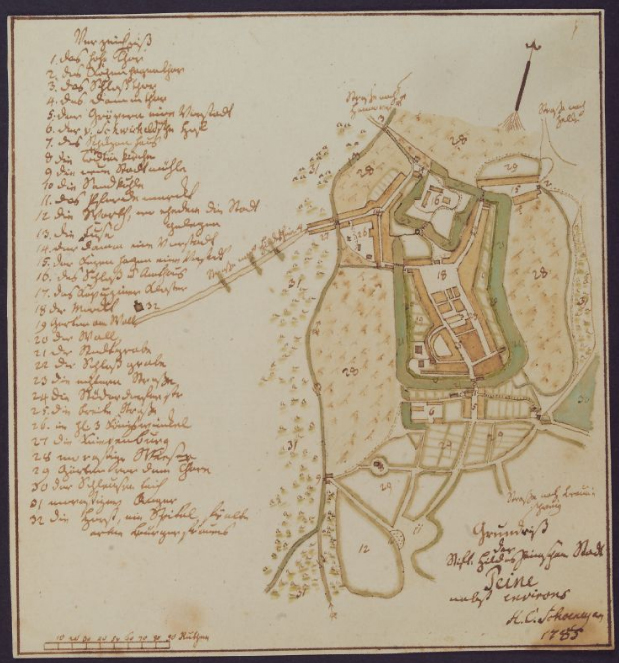
Peine város tervrajza 1785-ből (Herzog August Könyvtár)

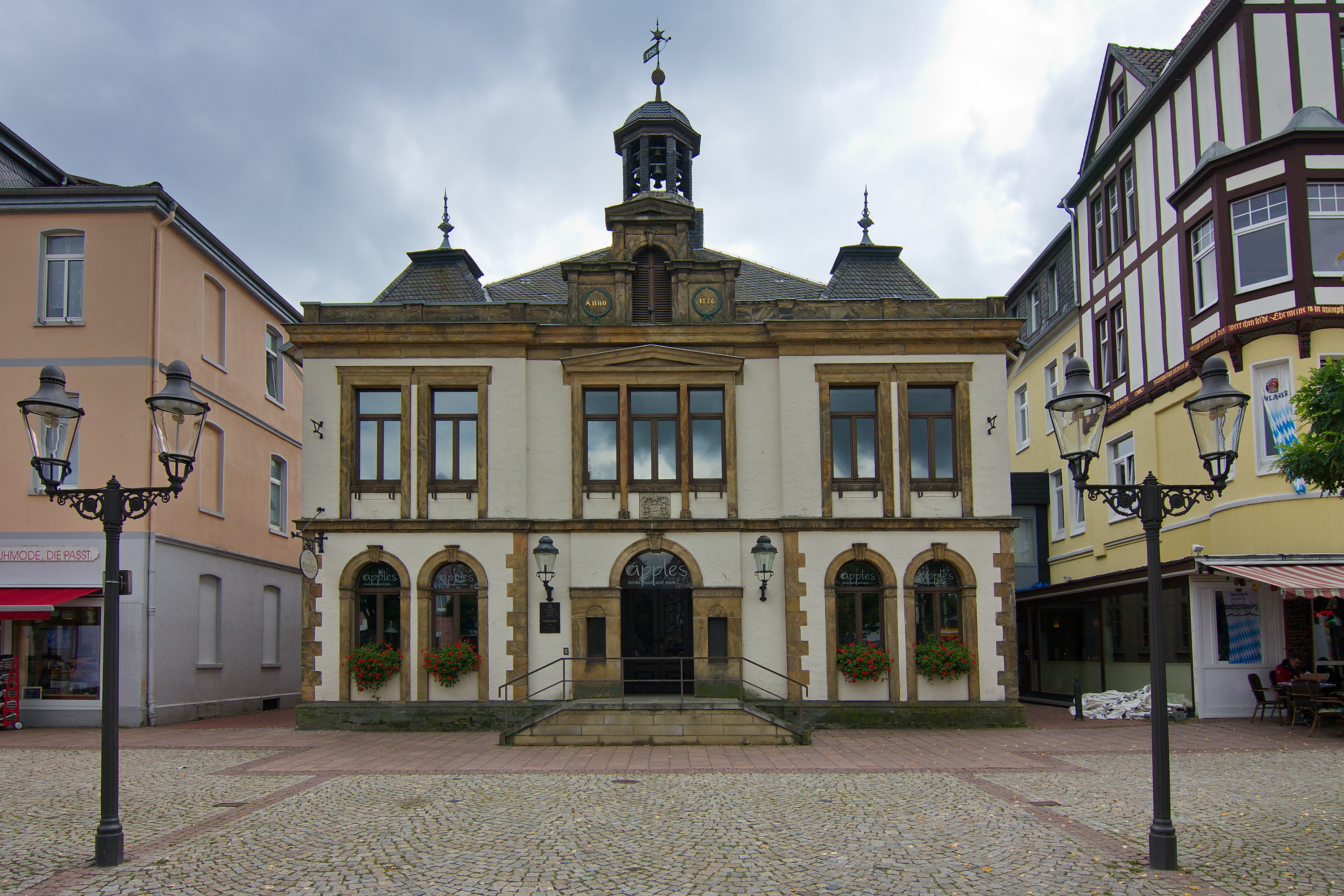
A Városháza (Rathaus) épülete

Nevét 1130-ban említették először. 1202-ben a  Hildesheimense Krónika a írt Hildesheim püspök és a testvérei közötti viszályról, melyből Gunzelin került ki győztesen.
Egy délre néző hegyfokon 1220-ban ő alapította a várat és Peine városát. 1223 Peine megkapta a városi jogokat.
1510-ben egy nagy tűzvészben a város nagy része; a templom és a kastély egy része is elpusztult.
1256 Albrecht herceg foglalta el a várost. 1260-tól pedig Peine megkapta a pénzverés jogát is.
Az itteni várat a viszálykodások során háromszor is megostromolták; először 1519-ben, majd 1521-ben és végül 1522-ben is, de a vár mindhárom alkalommal sikerült visszaverni a támadást.
1557-ben egy újabb pusztító tűzben a városháza és a Szent Jakab  plébániatemplom is elpusztult; ekkor a tűz martalékai lettek a város dokumentumai is.
1623-ban a harmincéves háború alatt itt is harcok folytak, majd 1626-ban rövid időre a dán IV. Christian király csapatai foglalták el. 1626-ban Gróf Tilly Christian ostromolta és vette be Peinet és 1627-ben Tilly ide költöztette székhelyét is Peinébe, ami további védelmet nyújtott a városnak.
1756 -ban Peine is bekapcsolódott a hétéves háborúba. 1757-ben, 1758-ban a franciák foglalták el a várost. 1792-ben, és 1793-ban porosz csapatok vonultak át Peinén. 1803-ban Peine már porosz város lett.
Peine egykori várát is lassan az enyészet támadta meg. A várat 1803 körül kezdték elbontani, utolsó épülete 1816-ban került elbontásra. A régi vár köveiből épült fel a Városháza is.
A francia háború idején Bonaparte kezére került a város is és ekkor Peine városát is francia stílusban építették át. 1866-ban a német háborúk idején a várost is Poroszországhoz csatolták.
A 19. század közepén nagy változás történt, az eddig jórészt mezőgazdasági jellegű város kezdett ipari jelleget ölteni.
1844-ben befejeződött a  Hannover–Braunschweig–Peine közötti vasútvonal építése, a vasúti kapcsolatoktól remélték a gazdasági fellendülését. 1855-ben, a környéken felfedezett vasérc lelőhelyek kiaknázására jött létre az Ilseder Cottage alapítvány, majd 1858-ban egy hozzátartozó vasmű is. Ez fontos előfeltétele volt  Peine további fejlődésének. 1872-ben pedig egy részvénytársaság is alakult. 1873-ban pedig egy malom is felépült.
A gazdasági fellendülést az első világháború szakította félbe. Peinet nem érintették közvetlenül a harcok, de a német infláció és a nagy gazdasági világválság visszavetette a város gazdasági fejlődését.
1946-ban a város Alsó-Szászország része lett, kialakult a brit megszállási övezet. Peine ez időtől a Hildesheim közigazgatási körzetbe tartozott. 1939-1950 közötti időben megindult a városban a gazdasági fellendülés, sok önkormányzati projekt, útépítés valósult meg.
1975-ben az acél válság idején több iparágban csökkent a városban a növekedés. 1994-ben a Salzgitter AG Peineben építette fel  Európa egyik legmodernebb elektromos acél üzemét (Peiner fuvarozó GmbH).

## Itt születtek, itt éltek
- Anton van Norden (* 1879 Loga, ? - † 1955 Peine) - építész és építőmester.
- Richard Long Heine (született 1900-Eixe Peine, † 1995 Peine) - politikus
- Otto Sander (született 1941 Hannoverben; † 2013 Berlin) - Színész Peinében nőtt fel.
- Thomas Faustmann  (1962. szeptember 30. Peine -) –  mérnök, autóipari menedzser

## Galéria

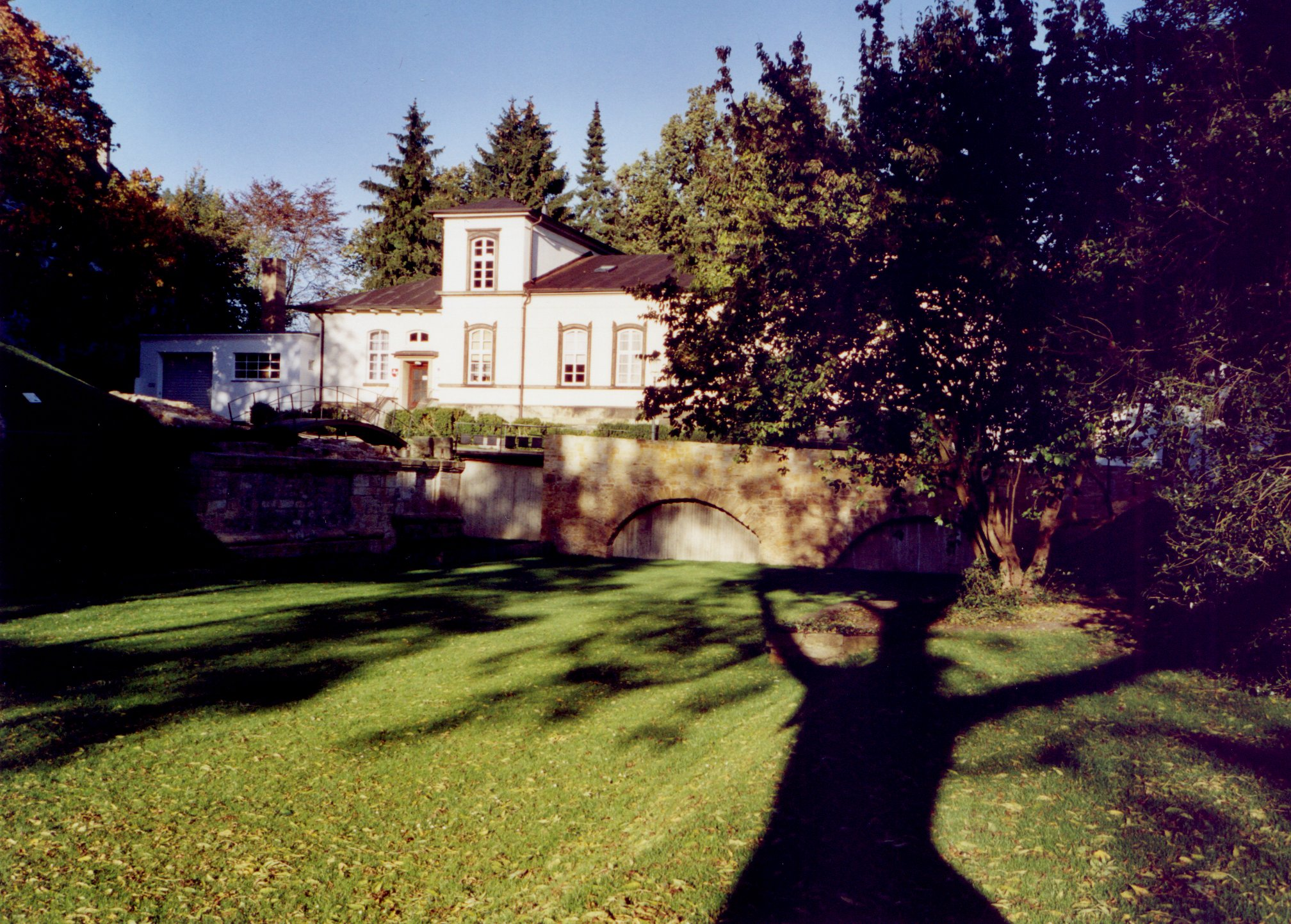
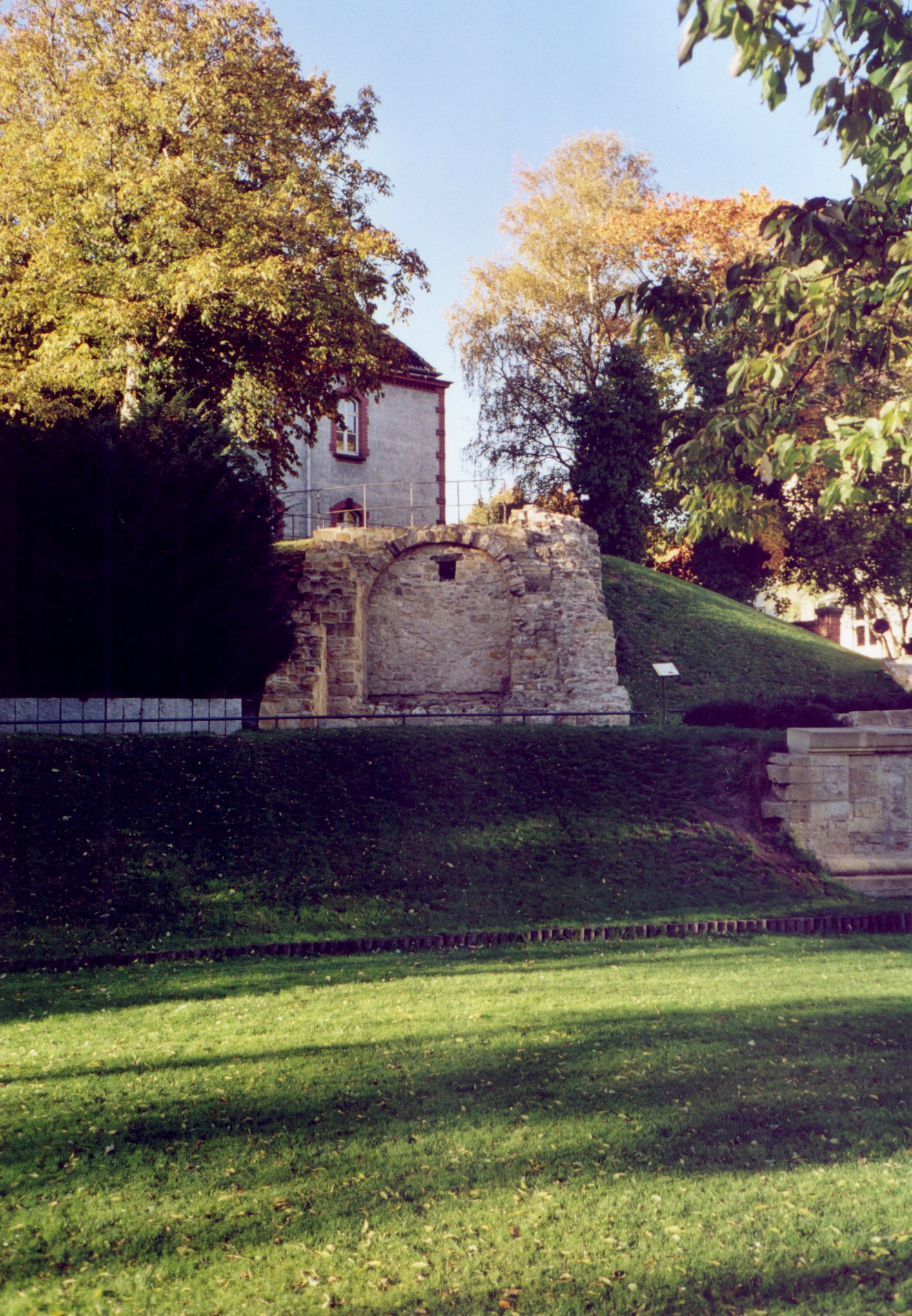
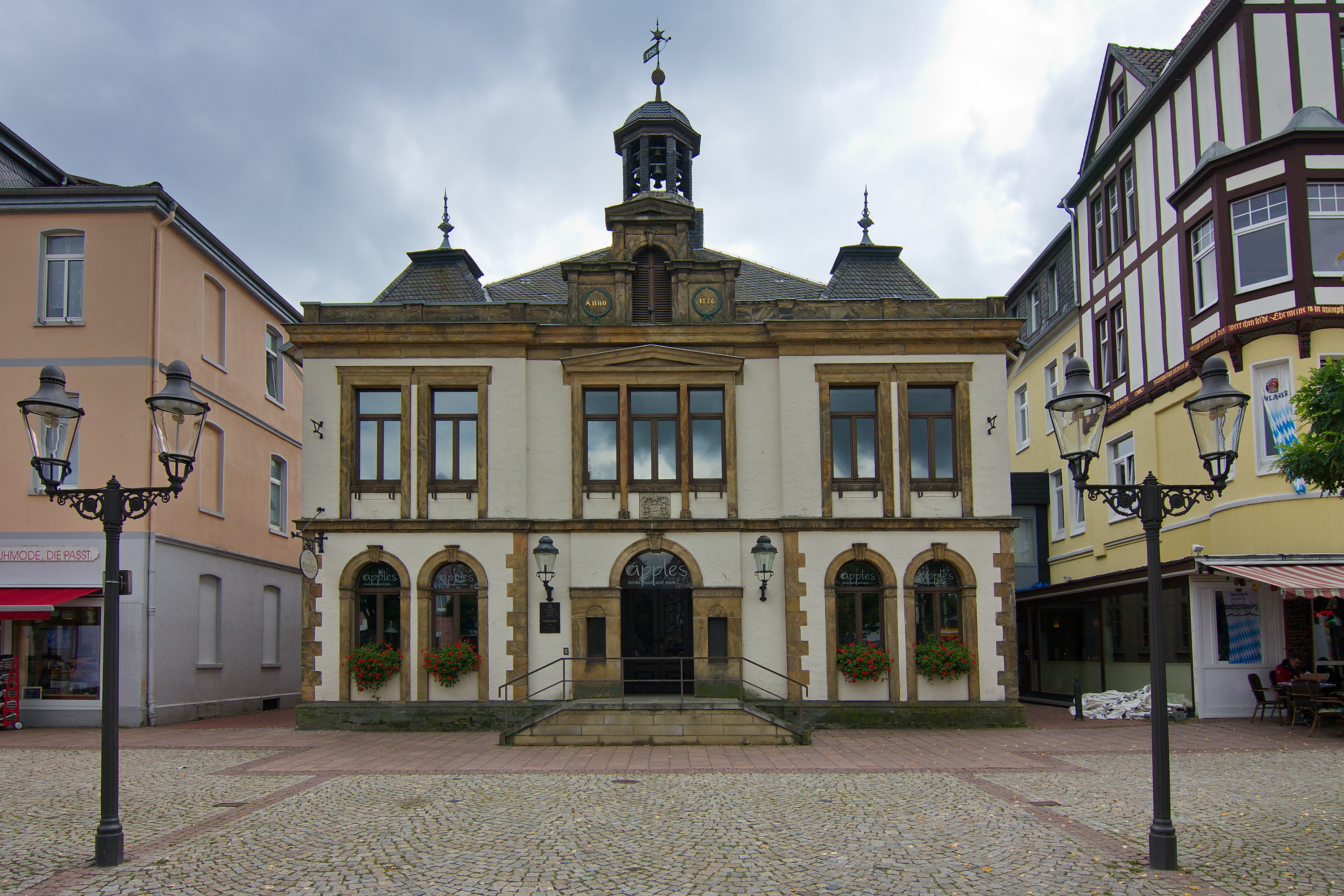
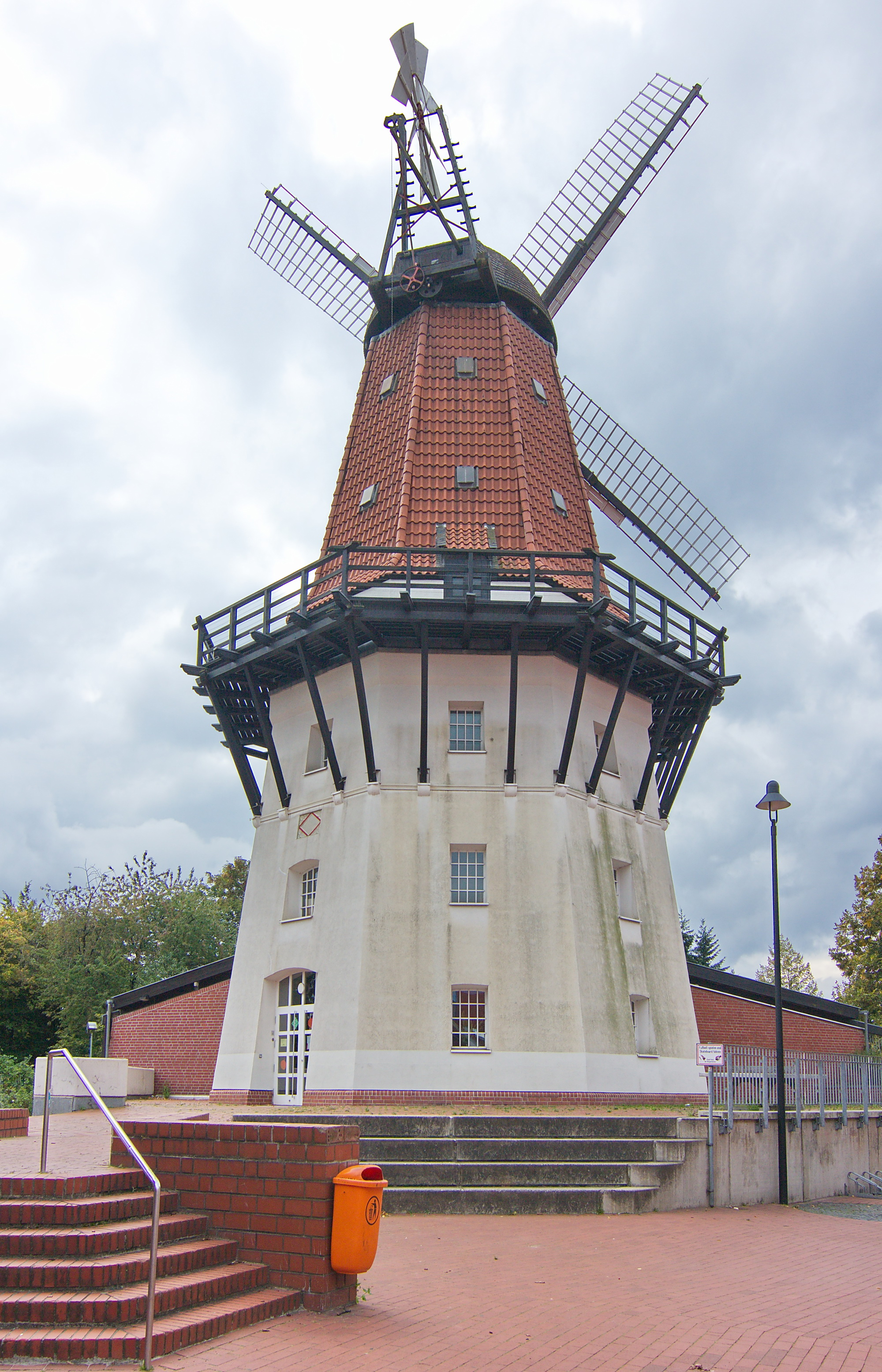
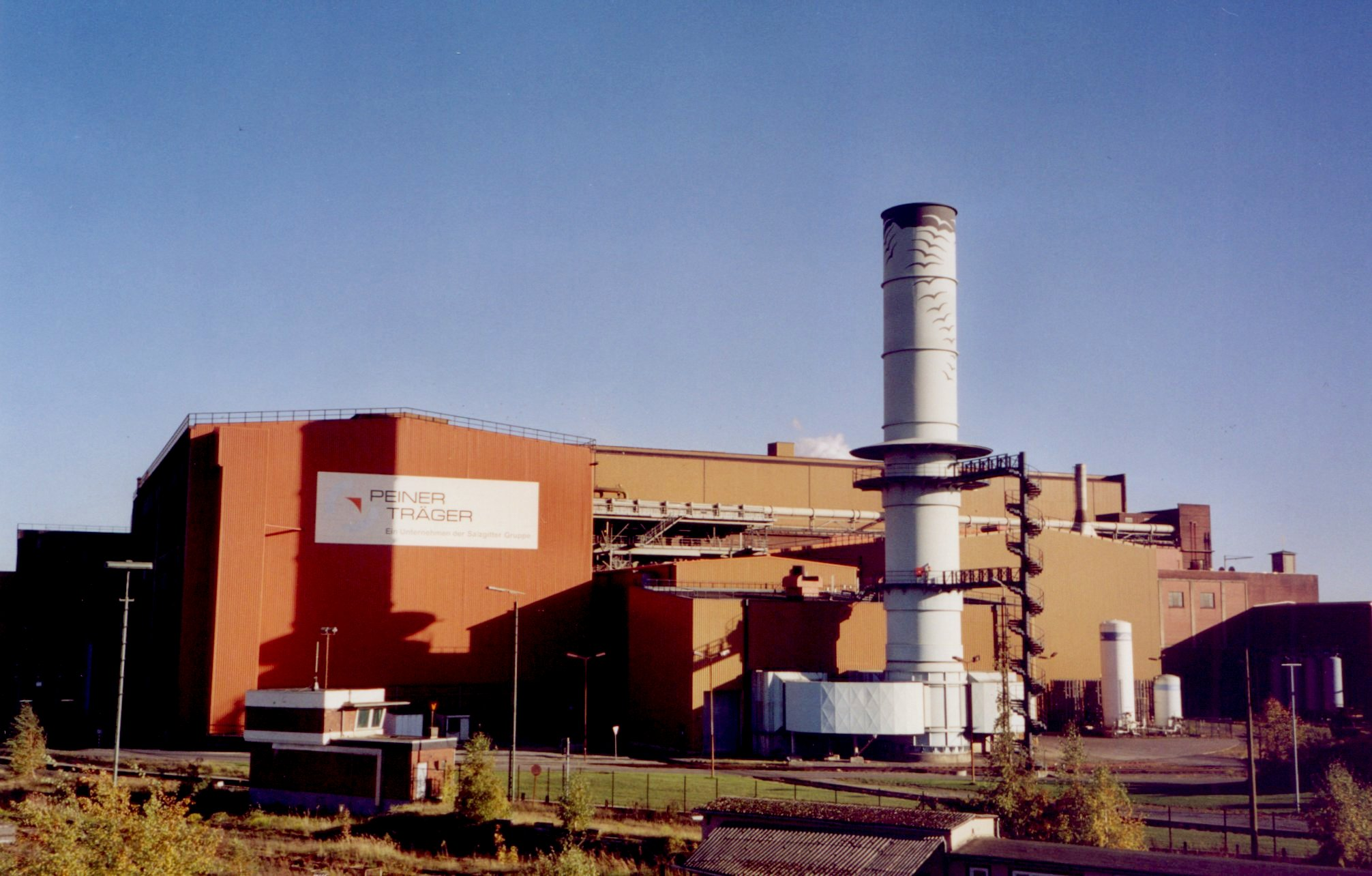
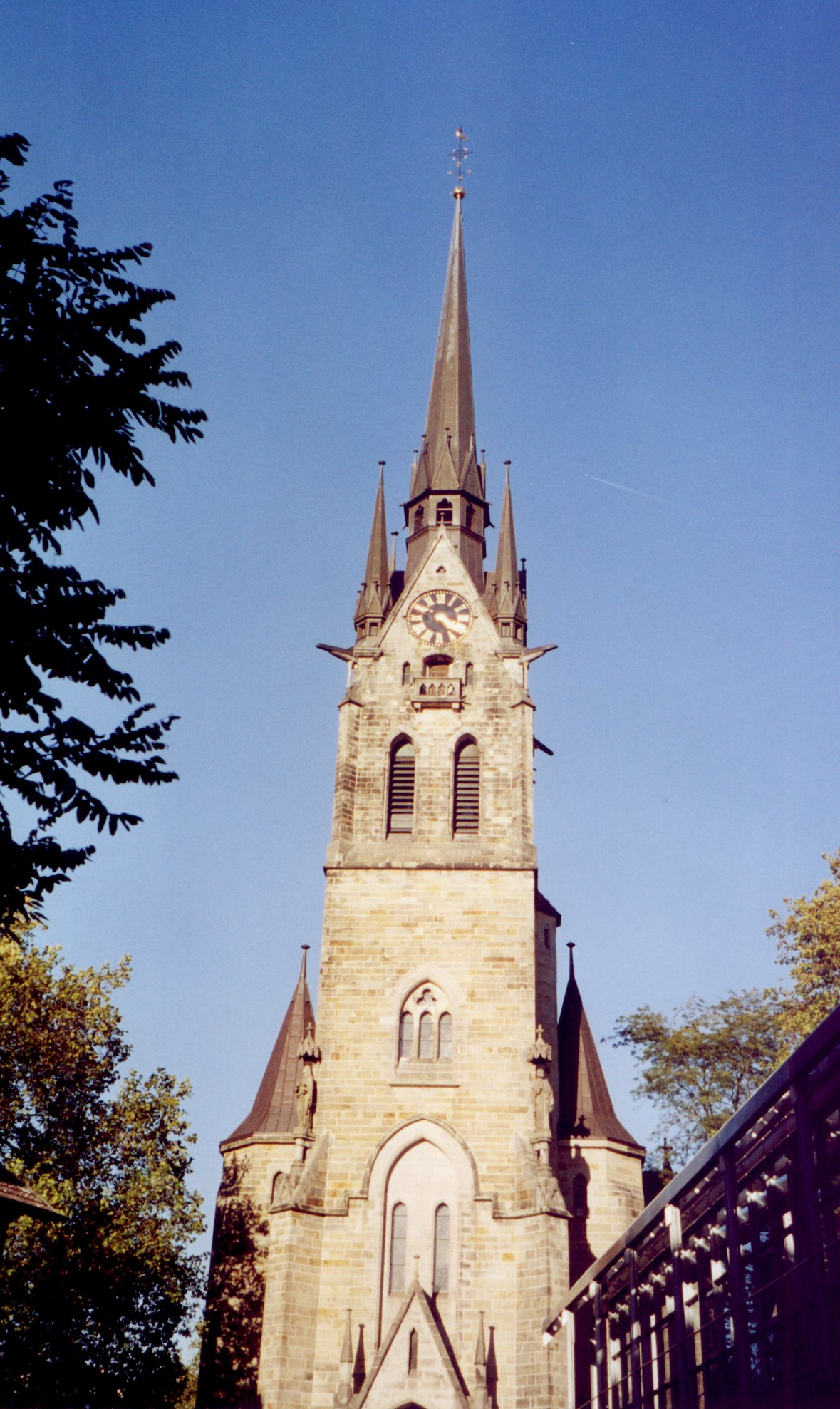
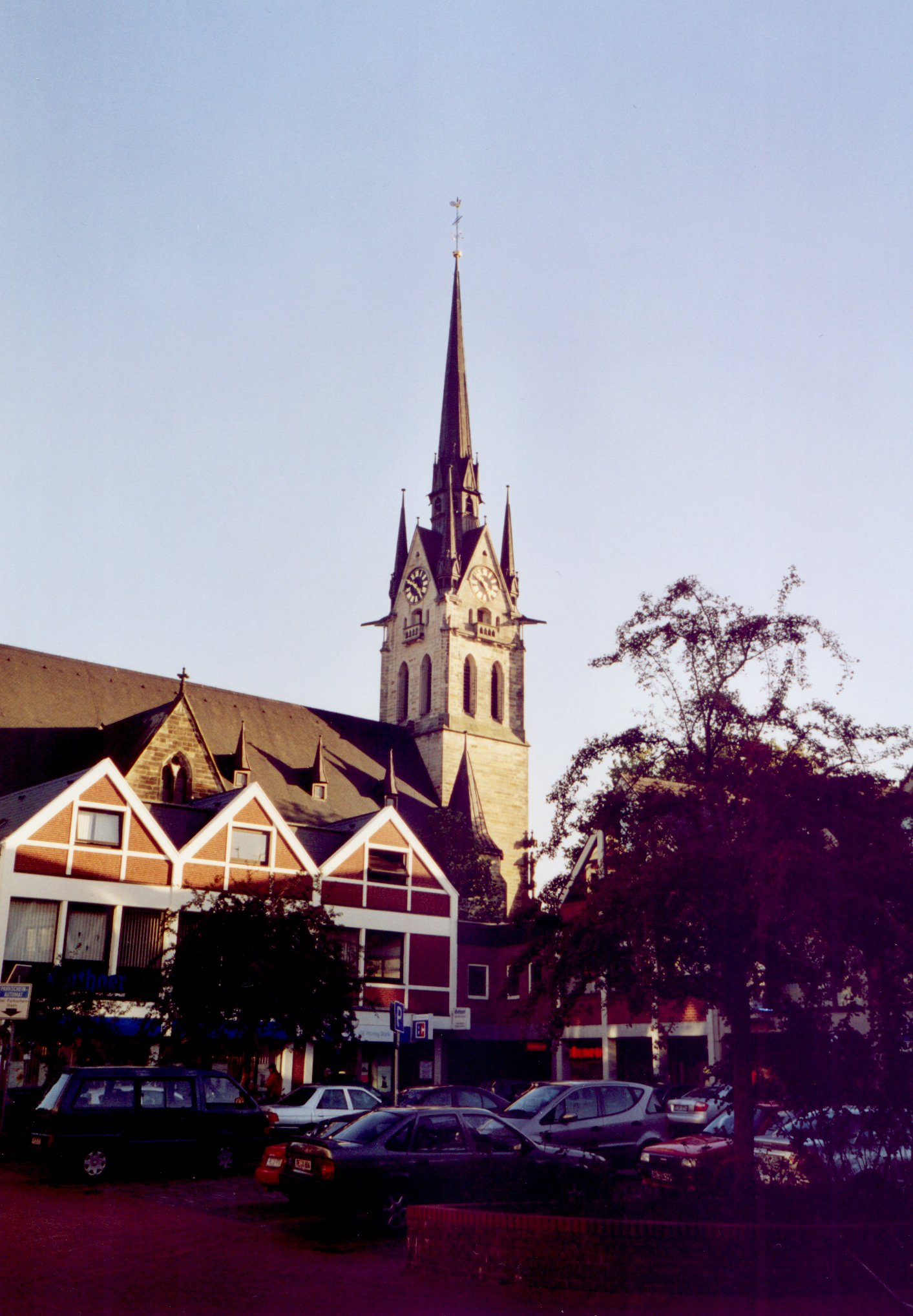
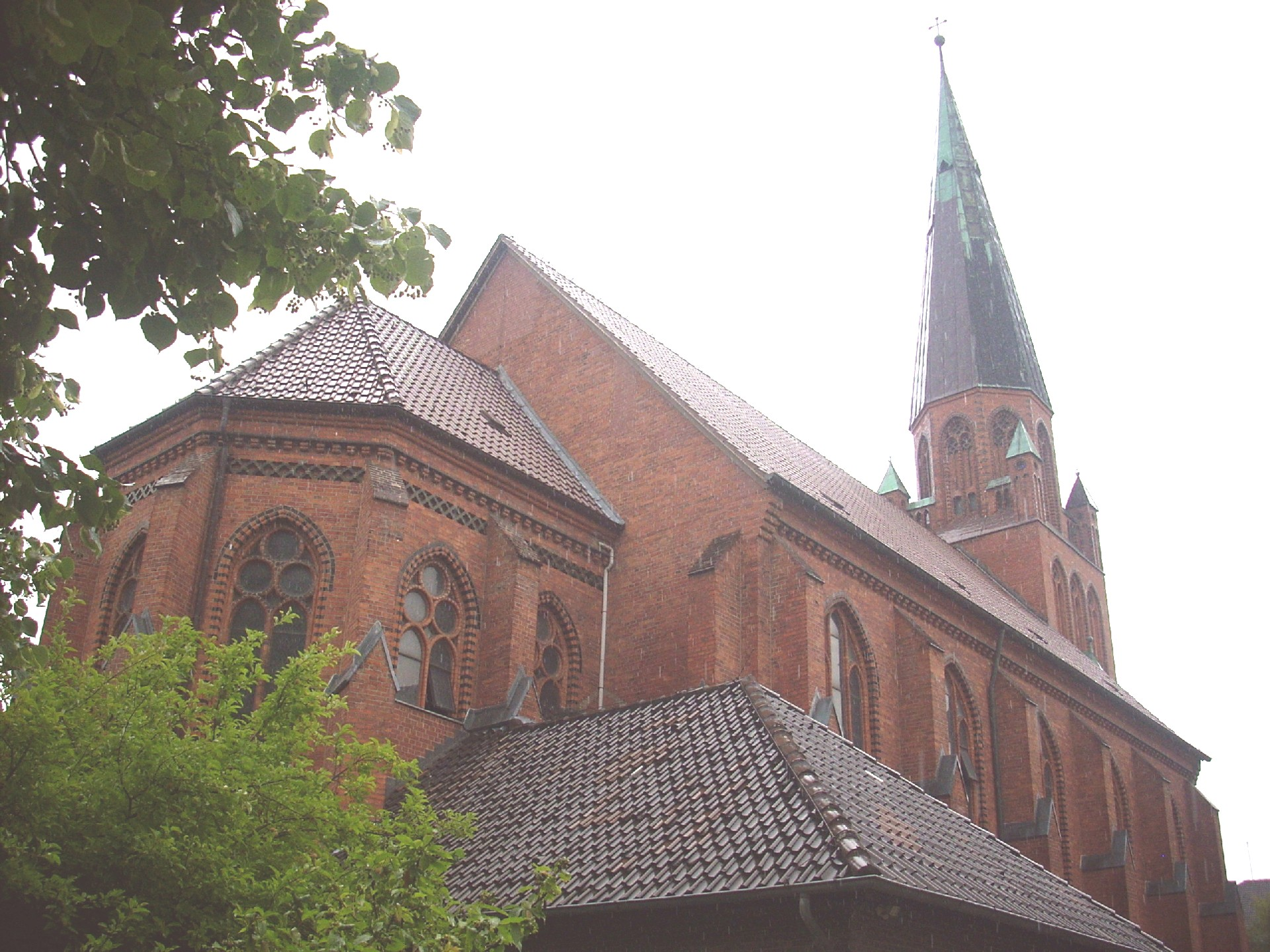